# Rio Urubamba

O rio Urubamba é um curso de água que banha o Peru. Constitui a parte superior do rio Ucaiáli. Em uma montanha no vale do rio Urumamba fica a famosa "cidade perdida dos incas", Machu Picchu.
Nascente parcialmente navegável do rio Amazonas, nasce nos Andes a sudeste de Cusco. Origina-se nas encostas de Khunurana na região de Puno, província de Melgar, próximo ao passo La Raya. Ele flui norte-noroeste por 724 quilômetros antes de se fundir com o rio Tambo para formar o rio Ucaiáli.
O Urubamba é dividido em Urubamba Superior e Urubamba Inferior, sendo a característica divisória o Pongo de Mainique, um infame cânion de águas bravas.

## Alto Urubamba
O vale do Alto Urubamba (Alto Urubamba) apresenta uma alta população e extensas obras de irrigação. Várias ruínas do Império Inca estão no Vale Sagrado, incluindo a cidade inca de Machu Picchu, Patallaqta, Pikillaqta e Raqch'i. O projeto hidrelétrico Salcca-Pucara também está associado ao rio.

## Baixo Urubamba
O Baixo Urubamba (Bajo Urubamba) é relativamente subdesenvolvido e apresenta uma significativa população indígena composta pelas tribos Campas, principalmente Machiguenga (Matsigenka) e Achaninca. A economia é baseada na silvicultura e no vizinho Camisea Gas Project . O principal assentamento da região é a cidade de Sepahua. (As coordenadas do rio Sepahua são 11° 08′ 58″ S, 73° 02′ 55″ O.)

### 1934 primeiro mapeamento
O baixo rio Urubamba foi mapeado pela primeira vez em 1934 por Edward Kellog Strong III. Ele e dois amigos de Palo Alto, Califórnia, Art Post e Gain Allan John, navegaram pelo rio com suas ferozes corredeiras em canoas e balsas fornecidas pelos indígenas. O mapeamento foi feito a pedido dos militares peruanos quando souberam da expedição planejada pelos três jovens de 18 anos.
John Walter Gregory , um geólogo britânico, se afogou no rio em 2 de junho de 1932 durante uma expedição geológica aos Andes.
Foi entregue aos militares quando os meninos chegaram a Iquitos. Era o único mapa do rio até ser mapeado por satélite muitos anos depois. Os nomes e lugares no mapa mais recente vieram do mapa original desenhado por Edward Strong.